# Björn (Stridsledningscentral)

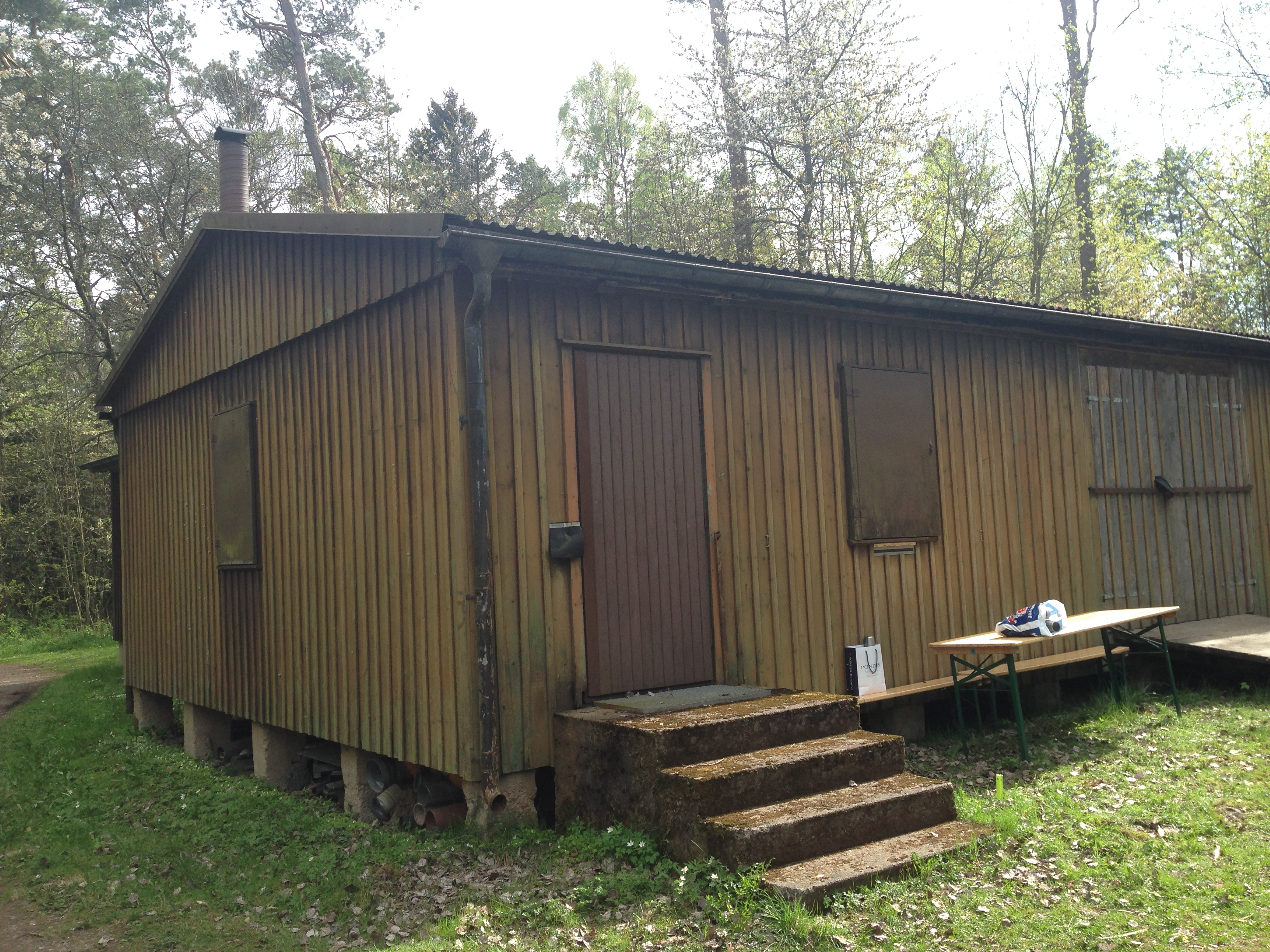
Matsalsbyggnad tillhörande Björn

Stridsledningscentralen Björn är en numera nerlagd ledningsplats för Första flygeskadern, populärt kallad "ÖB:s klubba". Anläggningen är unik som den enda större stridsledningsplatsen i Sverige inrymd i träbaracker ovan jord, i stället för den normala placeringen i bergrum. Björn är belägen vid Jonstorp i Skaraborgs län, cirka 13 kilometer söder om Skara. Som en del i utbildningen av blivande arkeologer, grävdes platsen ut med hjälp av arkeologistuderande vid Göteborgs universitet under våren 2015, vilket gav platsen uppmärksamhet i massmedia.

## Historik
I samband med utbrottet av andra världskriget byggdes en stor mängd krigsflygfält runt om i Sverige. Vid Jonstorp i Skaraborgs län, utefter nuvarande Europaväg 20 mellan Skara och Vara, placerades krigsflygfältet "Fält 7" år 1939. I början av 1950-talet behövde dåvarande chefen för Första flygeskadern, generalmajor Björn Bjuggren, en plats att leda eskadern ifrån i händelse av krig. Efter att lokaler bland annat vid Stora Bjurum och Axvall av olika skäl inte varit lämpliga, kom idén att utnyttja det tidigare krigsflygfältets befintliga byggnader. Här kunde man snabbt bygga upp en stridsledningsplats för eskadern med det officiella kodnamnet "Björn". Dessutom kompletterade man med en stridsledningsplats i Ardala utanför Skara, "Björn 2", för den verksamhet som inte hängde samman med flygoperationer.
Det tidigare krigsflygfältet vid Jonstorp försågs med enklare installationer för stridsledning från 1953, och var fullt utbyggd 1959 med det dåvarande stridsledningssystemet STRIL 50 som byggde på manuell plotting, och fast uppkopplade telelinjer. Då spionen Stig Wennerström avslöjades 1963 bedömdes platsens läge vara röjd och en ny ledningsplats byggdes ut i bergrum som en kopia av den gamla. Den nya ledningsplatsen "Stenbjörn" var operativ 1967, och den gamla ledningsplatsen (som nu kallades "Träbjörn") avvecklades samtidigt som aktiv ledningsplats. Den gamla anläggningen användes för utbildning och övning fram till nedläggningen av Attackeskadern 1995. Detta innebar också förbättrade möjligheter att hålla den operativa ledningsplatsen i bergrum fortsatt hemlig.
Den nuvarande stridsledningscentralen StriC Björnen, från 2010 StriC Grizzly, har förutom namnlikheten ingen koppling till "Björn".